# Sidi Bakhti
Sidi Bakhti (em árabe: سيدي بختي) é uma comuna localizada na província de Tiaret, Argélia. Sua população estimada em 2008 era de 7 247 habitantes.